# エフゲニー・セメネンコ
エフゲニー・スタニスラヴォヴィチ・セメネンコ（ロシア語: Евгений Станиславович Семененко、英語: Evgeni Stanislavovich Semenenko、2003年7月26日 - ）は、ロシアのフィギュアスケート選手（男子シングル）。

## 経歴

### 2020-2021シーズン
ロシア国内大会であるロシア・カップに出場。第2戦と第4戦にエントリーし第2戦4位、第4戦では優勝を飾り、ロシア選手権出場権を獲得する。
その後、2020年ロステレコム杯に出場を予定していたアルトゥール・ダニエリヤンが欠場を発表したため急遽エントリーが決まる。SP（ショートプログラム）7位、FS（フリースケーティング）3位、総合では6位で大会を終える。
その後のロシア選手権では、ミスが続き11位に終わる。また、ロシアジュニア選手権にも出場し、こちらは初優勝を飾る。
その後行われたロシア・カップ・ファイナルではマルク・コンドラチュク、ピョートル・グメンニク、ドミトリー・アリエフらと世界選手権の2枠目を争い優勝し、2枠目を勝ちとり世界選手権に出場し8位入賞。同じく出場したミハイル・コリヤダが5位に入り、二人の合計が「13」となり、2枠獲得と3枠目の獲得権利を獲得した。

### 2021-2022シーズン
世界選手権8位の結果を受け、スケートカナダと、ロステレコム杯にアサインされる。また、チャレンジャーシリーズのフィンランディア杯に出場し5位。スケートカナダではSPで出遅れるも、FSで逆転し3位に入り、自身初のグランプリシリーズのメダルそして国際大会の初メダルを獲得した。GPファイナルの出場をかけたロステレコム杯では振るわず6位でファイナル出場を逃す。
ロシア選手権ではSPで会心の演技を見せ、首位スタートになるも、FSではミスが出て5位、総合4位と表彰台を逃すも、欧州選手権の代表に選出される。欧州選手権では、SPで自己ベスト更新の3位に入るも、FSではまたもミスが相次ぎ9位。総合5位に終わり、五輪の代表を争っていたアンドレイ・モザリョフにロシア選手権、欧州選手権とモザリョフよりも下の順位になったために五輪代表には選出されず補欠となる。
その後、代表に選ばれていたミハイル・コリヤダが新型コロナウイルス陽性反応が出たことからにオリンピックの欠場が決まったため、急遽北京オリンピックへの出場が決まった。団体戦には出場せず個人戦のみの出場になったが、SPではノーミスの演技を見せ7位、FSでは羽生結弦の直後に滑走し、こちらもミスを最低限に抑え9位。総合8位入賞となり、出場したロシア選手の中でも最高の成績を収めて大会を終えた。

## 主な戦績
| 国際大会              | 国際大会 | 国際大会 | 国際大会 | 国際大会 | 国際大会 | 国際大会 | 国際大会 | 国際大会 | 国際大会 |
| 大会/年               | 2017 -18 | 2019 -20 | 2020 -21 | 2021 -22 | 2022 -23 | 2023 -24 | 2024 -25 |          |          |
| --------------------- | -------- | -------- | -------- | -------- | -------- | -------- | -------- | -------- | -------- |
| 冬季オリンピック      |          |          |          | 8        |          |          |          |          |          |
| 世界選手権            |          |          | 8        |          |          |          |          |          |          |
| 世界国別対抗戦        |          |          | T1/P5    |          |          |          |          |          |          |
| 欧州選手権            |          |          |          | 5        |          |          |          |          |          |
| GP スケートカナダ     |          |          |          | 3        |          |          |          |          |          |
| GP ロステレコム杯     |          |          | 6        | 6        |          |          |          |          |          |
| CS フィンランディア杯 |          |          |          | 5        |          |          |          |          |          |
| アイススター          |          |          | 3        |          |          |          |          |          |          |
| タリンクホテルズ杯    |          | 2        |          |          |          |          |          |          |          |
| JGPオーストリア杯     | 6        |          |          |          |          |          |          |          |          |
| 国内大会              |          |          |          |          |          |          |          |          |          |
| ロシア選手権          |          |          | 11       | 4        | 1        | 1        | 3        |          |          |
| ロシアJr.選手権       |          | 5        | 1        |          |          |          |          |          |          |

### 詳細
| 2021-2022 シーズン    |                                                          |          |          |          |
| 開催日                | 大会名                                                   | SP       | FS       | 結果     |
| 2022年2月8日 - 10日   | 北京オリンピック（北京）                                 | 7 95.76  | 9 178.37 | 8 274.13 |
| 2022年1月10日 - 16日  | 2022年ヨーロッパフィギュアスケート選手権（タリン）       | 3 99.04  | 9 160.96 | 5 260.00 |
| 2021年12月21日 - 26日 | ロシアフィギュアスケート選手権（サンクトペテルブルグ）   | 1 98.03  | 5 176.25 | 4 274.28 |
| 2021年11月26日 - 28日 | ISUグランプリシリーズ ロステレコム杯（ソチ）             | 7 81.00  | 6 165.66 | 6 246.66 |
| 2021年10月29日 - 31日 | ISUグランプリシリーズ スケートカナダ（バンクーバー）     | 5 87.71  | 2 168.30 | 3 256.01 |
| 2021年10月7日 - 10日  | ISUチャレンジャーシリーズ フィンランディア杯（エスポー） | 13 69.63 | 3 172.60 | 5 242.23 |